# 針葉樹材
針葉樹材（しんようじゅざい）とは、針葉樹から取れる木材のこと。
細胞の種類としては仮道管が90%以上を占め、残りのほとんどが放射組織であり、道管を持たない。広葉樹材と比較して、構成細胞の種類が少なく、単純で整然とした構造をしている。このことが割裂加工や鋸断加工を容易にしていると考えられている。密度は0.3～0.6 g/cm3程度のものが多い。リグニンの含有率は25～35%であり、広葉樹材に比べて含有率が高い。このことが、針葉樹材の膨潤・収縮性が同密度レベルの広葉樹材に比べて低いことの理由であると考えられている。
建築用材としてよく用いられ、日本では、スギ、ヒノキ、カラマツなどの国産材のほか、海外から輸入されたベイマツやオウシュウトウヒなどが多く利用されている。紙の原料としても用いられ、広葉樹よりも繊維が長いことから強度に優れた紙が生産できる。またトウヒ属などの一部の樹種は、ヴァイオリンやギターの表板、ピアノの響板などにも用いられる。